# 明日をとめないで
『明日をとめないで』（あしたをとめないで）は、2006年2月8日にLantisからリリースされた美郷あきの5作目のシングル。

## 解説
前作「ふたりが忘れない」から2ヵ月半ぶりのリリースとなる2006年1作目のシングル。表題曲「明日をとめないで」は、テレビアニメ『よみがえる空 -RESCUE WINGS-』のオープニングテーマとして使用された。

## 収録曲
1. 明日をとめないで [4:00] 
  - 作詞：畑亜貴、作曲：田中秀典、編曲：宅見将典
2. ハピネス [3:29] 
  - 作詞：meg rock、作曲・編曲：加藤大祐
3. 明日をとめないで (off vocal)
4. ハピネス (off vocal)

## タイアップ
- テレビアニメ『よみがえる空 -RESCUE WINGS-』オープニングテーマ